# Тимоте Луваву Кабаро
Тимоте Луваву Кабаро (фр. Timothé Luwawu-Cabarrot; Кан, 9. мај 1995) француски је кошаркаш. Игра на позицијама бека и крила, а тренутно наступа за Басконију.

## Каријера

### Клупска
Пре кошарке кратко је тренирао фудбал и тенис. Кошарку је почео да тренира у локалном клубу Валбон, да би се потом преселио у Олимпик Антиб у ком је провео чак 10 година. У Антибу је дошао и до сениорског тима са којим је играо другу француску лигу. У последњој сезони у овом клубу, играјући другу француску лигу, постизао је просечно 7,3 поена и имао 2,3 скокова по мечу. 
У јулу 2015. потписао је уговор са Мега Лексом. Са Мегом је освојио Куп Радивоја Кораћа и остварио пласман у финале регионалног такмичења. У АБА лиги је у просеку имао 14,6 поена, 4.8 скокова и 2,8 асистенција и изабран је у најбољу петорку регионалног такмичења.
На НБА драфту 2016. одабран је као 24. пик од стране Филаделфија севентисиксерса, а са њима је званично потписао уговор 3. јула 2016. Две сезоне је провео у Филаделфији а затим је у НБА лиги наступао и за Оклахома Сити тандере, Чикаго булсе, Бруклин нетсе и Атланта хоксе. Вратио се у европску кошарку у сезони 2022/23. када је потписао за Олимпију из Милана. Наредну такмичарску годину провео је у француском Асвелу. У јуну 2024. потписао је за шпанску Басконију.

### Репрезентативна
Био је члан млађих репрезентатација Француске. На Европском првенству до 20 година 2015. године освојио је четврто место и просечно постизао 11,3 поена по мечу.
Са сениорском репрезентацијом Француске је освојио сребрну медаљу на Олимпијским играма 2021. и на Европском првенству 2022.

## Успеси

### Клупски
- Мега Лекс:
  - Куп Радивоја Кораћа (1): 2016.

### Репрезентативни
- Европско првенство: 
  -  2022.
- Олимпијске игре: 
  -  2020.

### Појединачни
- Идеална стартна петорка Јадранске лиге (1): 2015/16.